# Simulium angustatum
Simulium angustatum es una especie de insecto del género Simulium, familia Simuliidae, orden Diptera.
Fue descrita científicamente por Rubtsov en 1956.